# Cuaxocotitla
Cuaxocotitla es una localidad de México localizada en el municipio de Huejutla de Reyes en el estado de Hidalgo.

## Toponimia
En náhuatl Cuauhxocotl; cuahuitl, árbol, xocotl, fruto.

## Geografía
Se encuentra en la región geográfica de la Huasteca hidalguense. A la localidad le corresponden las coordenadas geográficas 21° 07’ 01.802” de latitud norte y 98° 30’ 59.348” de longitud oeste, con una altitud de 319 m s. n. m. Cuenta con un clima semicálido húmedo con lluvias todo el año.
En cuanto a fisiografía se encuentra dentro de la provincia de la Sierra Madre Oriental, dentro de la subprovincia del Carso Huasteco; su terreno es de sierra. En lo que respecta a la hidrografía se encuentra posicionado en la región de Pánuco, dentro de la cuenca del río Moctezuma, en la subcuenca de río Tempoal.

## Demografía
En 2020 registró una población de 693 personas, lo que corresponde al 0.55 % de la población municipal. De los cuales 350 son hombres y 343 son mujeres.
| Gráfica de evolución demográfica de Cuaxocotitla entre 1970 y 2020                           |
|                                                                                              |
| Población de los censos y conteos del Instituto Nacional de Estadística y Geografía (INEGI). |